# Бондаренко, Иван Данилович
Иван Данилович Бондаренко (20 июля 1921 — 29 ноября 2012), сотрудник советских органов охраны правопорядка, начальник Управления внутренних дел Исполнительного комитета Киевского областного совета, комиссар милиции 2-го ранга, генерал-лейтенант милиции (1973).

## Биография
Родился 20 июля 1921 года. Участник Великой Отечественной войны. Член ВКП(б). С 1961 по 1962 начальник Управления внутренних дел Исполнительного комитета Запорожского областного Совета. С 1975 по 1982 начальник Управления внутренних дел Исполнительного комитета Киевского областного Совета. Награждён орденом Трудового Красного Знамени, медалью «За боевые заслуги».
Умер 29 ноября 2012 года.

### Звания
- Комиссар милиции 3-го ранга
- Комиссар милиции 2-го ранга
- генерал-лейтенант милиции (1973)